# Skepplanda
Skepplanda è un'area urbana della Svezia situata nel comune di Ale, contea di Västra Götaland.
La popolazione rilevata nel censimento 2010 era di 1 803 abitanti .